# American Society of Plant Taxonomists
L'American Society of Plant Taxonomists (ASPT) és una organització botànica creada el 1935 per "fomentar, encoratjar i promoure l'educació i la recerca en el camp de la taxonomia de les plantes, per incloure aquelles àrees i camps d'estudi que contribueixen i incideixen en la taxonomia i herbaris", segons els seus estatuts. Està constituït a l'estat de Wyoming i la seva oficina es troba al Departament de Botànica de la Universitat de Wyoming.
L'ASPT publica una revista botànica trimestral, Systematic Botany, i la sèrie irregular Systematic Botany Monographs. La societat atorga premis anuals a l'excel·lència en botànica. La Societat atorga el Premi Asa Grey per "èxits rellevants relatius als objectius de la Societat" i el Premi Peter Raven a un botànic que ha "fet esforços excepcionals per divulgar a persones no científiques".

## Premiats Asa Gray
- 2021:Elizabeth Kellogg
- 2020:Jeff Doyle
- 2019:Lucinda McDade
- 2018:Vicki Funk
- 2017:Michael Donoghue
- 2016:Peter F. Stevens
- 2015:Warren Lambert Wagner
- 2014:Alan Smith
- 2013:Bruce Baldwin
- 2012:Noel and Patricia Holmgren
- 2011:Walter S. Judd
- 2010:Harold E. Robinson
- 2009:Alan Graham
- 2008:William R. Anderson
- 2007:Scott A. Mori
- 2006:Douglas E. Soltis i Pamela S. Soltis
- 2005:Grady Webster
- 2004:John Beaman
- 2003:Beryl B. Simpson
- 2002:Natalie Uhl
- 2001:Robert F. Thorne
- 2000:William T. Stearn
- 1999:Tod Stuessey
- 1998:Ghillean Prance
- 1997:Daniel J. Crawford
- 1996:Peter Raven
- 1995:Jerzy Rzedowski
- 1994:Hugh H. Iltis
- 1993:Sherwin Carlquist
- 1992:Albert Charles Smith
- 1991:Billie L. Turner
- 1990:Warren H. Wagner
- 1989:Rupert C. Barneby
- 1988:Charles B. Heiser
- 1987:Reed C. Rollins
- 1986:Lincoln Constance
- 1985:Arthur Cronquist
- 1984:Rogers McVaugh

## Premiats Peter Raven
- 2021:Tanisha Williams
- 2020:Susan Pell
- 2019:Lena Struwe
- 2018:Chris Martine
- 2017:Hans Walter Lack
- 2016:Lynn G. Clark
- 2015:John Weirsema
- 2014:Ken Cameron
- 2013
- 2012
- 2011:Robbin C. Moran
- 2010:Barney Lipscomb
- 2009:Sandra Knapp
- 2008:W. Hardy Eshbaugh
- 2007:John T. Mickel
- 2006:Art Kruckeberg
- 2005:Alan W. Meerow
- 2004:David J. Mabberley
- 2003:Frederick W. Case
- 2002:Charles Heiser
- 2001:Richard C. Harris
- 2000:Peter Raven